# Eugnathia albisecta
Eugnathia albisecta är en fjärilsart som beskrevs av W. Warren 1913. Eugnathia albisecta ingår i släktet Eugnathia och familjen nattflyn. Inga underarter finns listade i Catalogue of Life.